# Grottes d'Antzoriz
Les grottes d'Antzoriz (ou grottes de Santa Catalina)  sont un ensemble de grottes situées sur le cap Antzoriz (es), dans la commune de Lekeitio, dans la province de Biscaye, dans la communauté autonome du Pays basque, en Espagne. Parmi elles, la grotte Santa Calalina-Antzoriz I a livré des vestiges préhistoriques du Magdalénien et de l'Azilien.

## Géologie

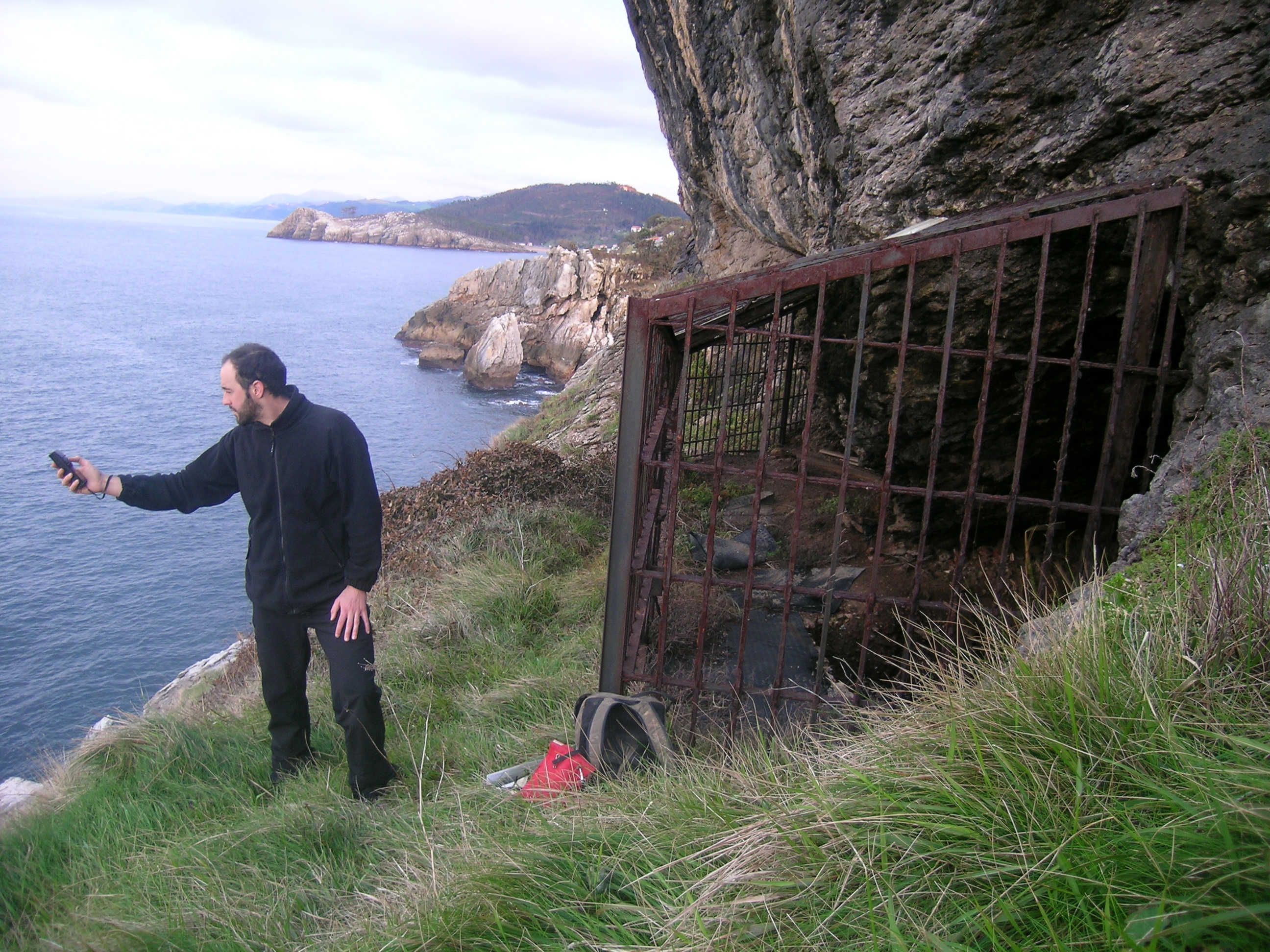
Entrée de la grotte Antzoriz I

La commune de Lekeitio est située dans l'anticlinal nord de Biscaye, dans la zone correspondant à la structure Nabarniz-Aulesti. Parmi les couches du Mésozoïque qui émergent dans cette zone, les matériaux carbonatés du Crétacé inférieur sont prédominants. Ce phénomène est particulièrement évident au cap Antzoriz et explique le grand nombre de grottes qui s'y trouvent.
Les grottes ont en effet été créées grâce à la structure géologique du cap : calcaires urgoniens, stratifiés en groupes, avec de nombreuses fissures et plis, à la fois parallèles aux structures principales et perpendiculaires ou obliques par rapport à celles-ci. Les grottes se sont formées dans la direction de ces plis et fractures multi-orientés dans le karst.
Il y a au moins huit grottes sur le cap Antzoriz, qui ont reçu des noms différents. Les références mentionnées ci-dessous sont issues du catalogue de l'Association spéléologique ADES (eu).

## Les grottes

### Antzoriz I / Santa Catalina

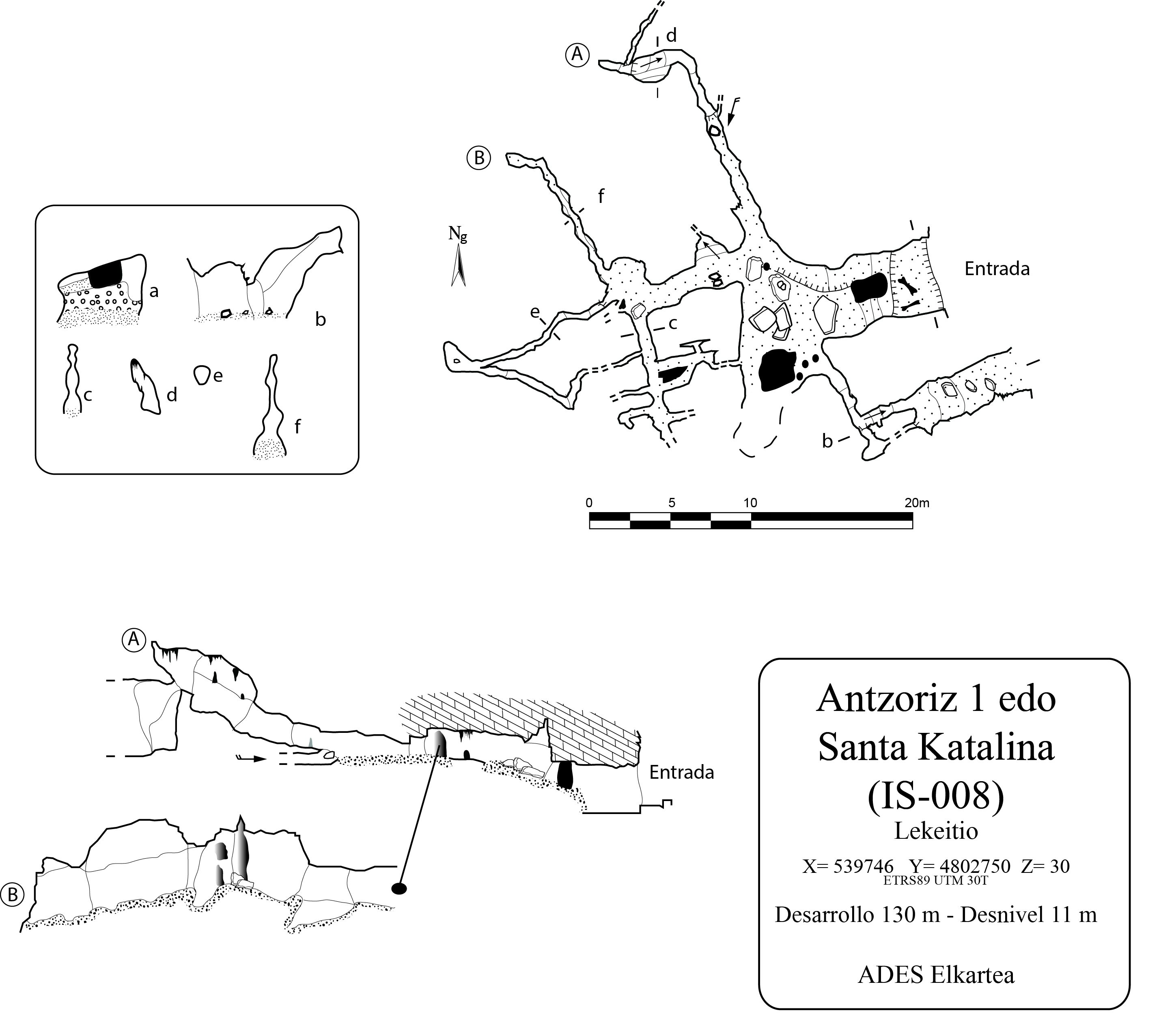
Plan d'Antzoriz I

- Désignations : N.324 Santa Catalina I' (Grupo Espeleológico Vizcaíno (es), GEV)[3] ; N.4 Santa Catalina I (Institut géologique et minier d'Espagne)[4] ; IS-008 Antzoriz I / Santa Catalina (ADES)[5].
- Description : La grotte a un développement de 130 m et un dénivelé de 11 m. L'axe principal s'étend dans la direction Est-Ouest, mais la structure du calcaire a également ouvert des axes plus étroits dans la direction Nord-Est, donnant au réseau de galeries de la grotte l'apparence d'un labyrinthe carré.
- Histoire : La grotte a été habitée par l'Homme durant le Magdalénien et l'Azilien (d'environ 18 000 à 12 000 ans avant le présent), et on y a notamment trouvé les plus anciennes traces de pêche connues en Europe. Le site a été découvert par José Miguel de Barandiarán Ayerbe en 1964 et fouillé par l'équipe des archéologues Arribas et Berganza de 1982 à 2000[6].

### Antzoriz II

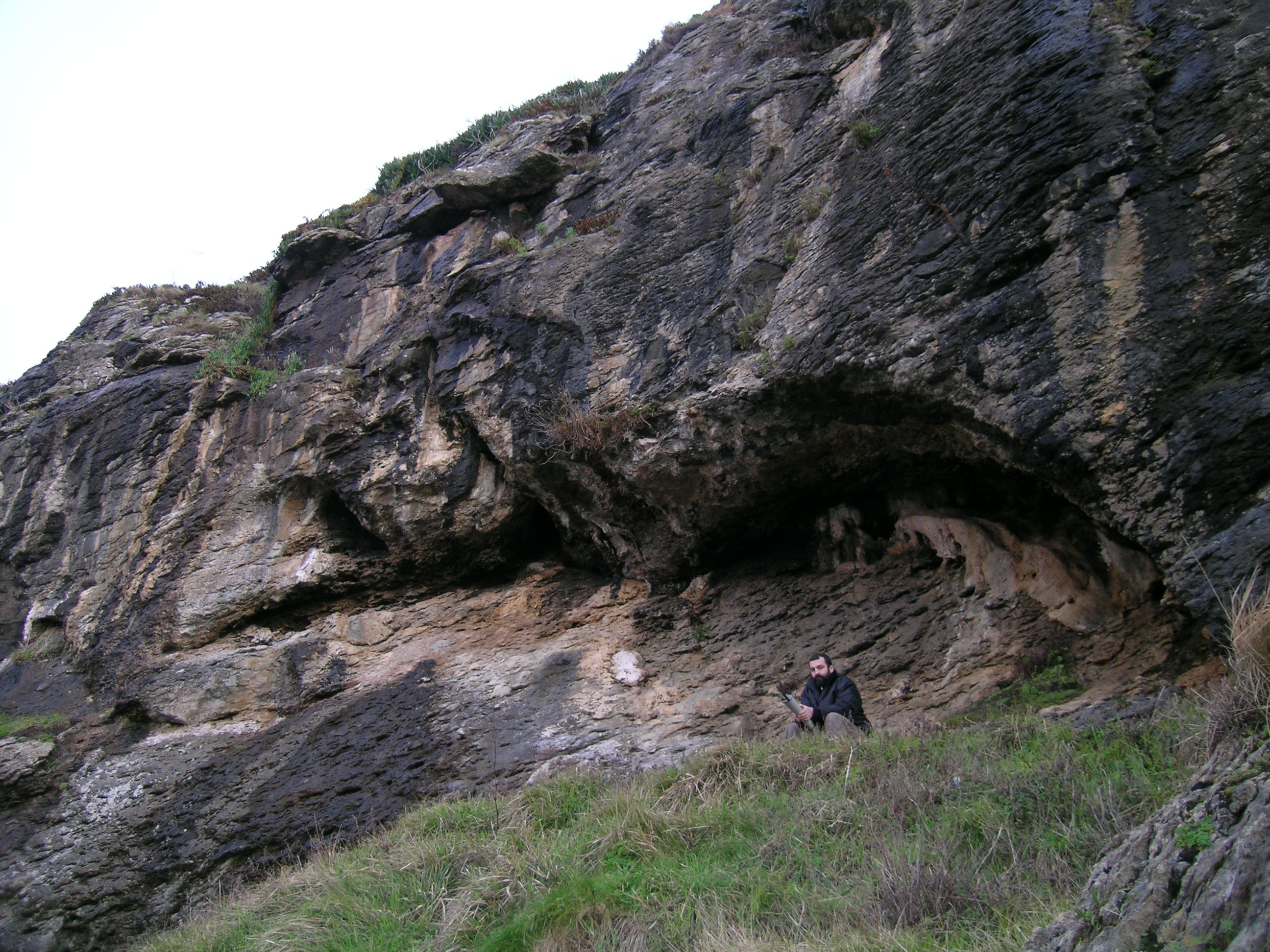
Entrée de la grotte Antzoriz II

- Désignations : N.3 Santa Catalina IV (Institut géologique et minier d'Espagne) ; IS-009 Antzoriz II (ADES)
- Description : La grotte a un développement de 33 m et un dénivelé de 15 m. La galerie principale est orientée Nord-Ouest, et possède quatre fenêtres tournées vers escarpement extérieur. De l’autre côté, il y a des galeries étroites qui pénètrent dans la montagne ; de l'une d'elles, on accède à une petite pièce.
- Historique : Bien que la grotte soit connue depuis l'Antiquité, la première exploration et topographie a été réalisée par des membres de l'Institut technologique GeoMinero en 1988. Elle a été mise à jour en 2015 par des membres de l'Association spéléologique ADES, en utilisant des techniques de topographie de précision.

### Antzoriz III

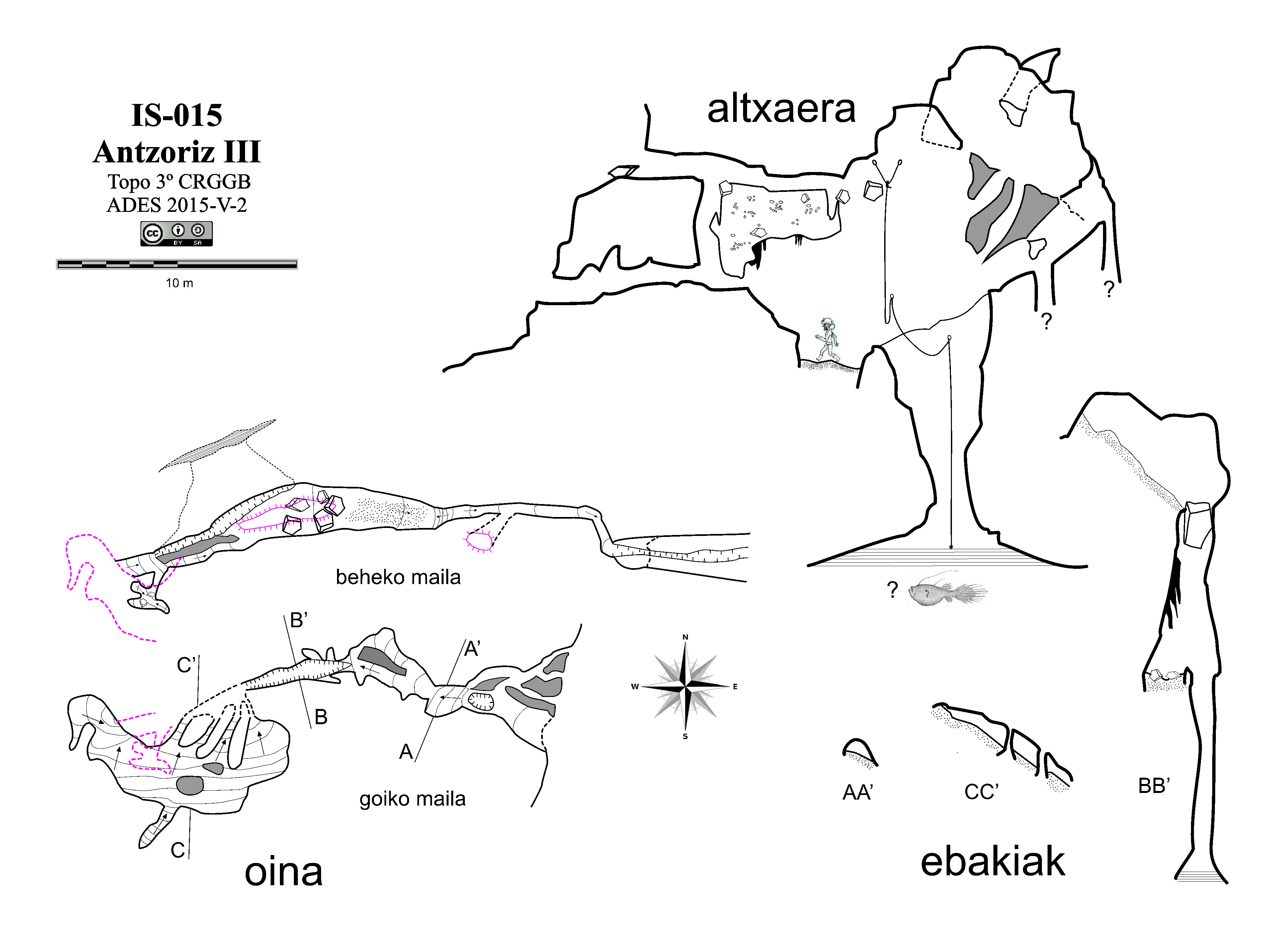
Plan d'Antzoriz III

- Désignation : IS-015 Antzoriz III (ADES).
- Description : La grotte a un développement de 91 m et un dénivelé de 20 m. C'est une galerie sinueuse, avec de forts courants de vent provoqués par les brises marines. Elle dispose de deux entrées, à différents niveaux du méandre, et il faut utiliser des cordes pour passer de l'une à l'autre. Au niveau le plus profond, un puits vertical descend jusqu'à la mer. Aux niveaux les plus élevés se trouvent de nombreux spéléothèmes.
- Historique : Après avoir reçu le signalement de quelques enfants de Lekeitio, les membres de l'ADES l'ont localisée en 2007. L'exploration et la topographie ont été achevées en 2015.

### Antzoriz IV

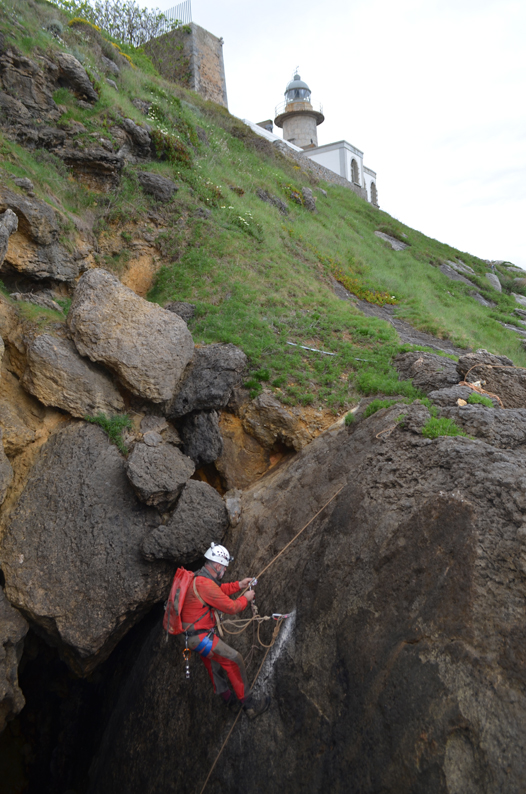
Entrée de la grotte Antzoriz IV. Au-dessus, le phare de Lekeitio.

- Désignation : IS-016 Antzoriz IV (ADES).
- Description : La grotte a un développement de 17 m et un dénivelé de 15 m. La grotte fait partie d'une crevasse qui traverse le cap d'Antzoriz de part en part, sous le phare de Lekeitio. Le fond est rempli de gros blocs et la majeure partie est recouverte d'eau.
- Historique : Localisée par les membres de l'ADES en 2007, et explorée et étudiée en 2015.

### Antzoriz V
- Désignation : IS-114 Antzoriz V (ADES).
- Description : L'entrée de la grotte a la forme d'un guichet. Elle donne sur une galerie horizontale d'environ 3 m, dans la direction de 285º. Une étroite crevasse la prolonge. Les parois sont presque exemptes de spéléothèmes.
- Historique : Cataloguée et explorée par les membres de l'ADES en 2018 [7].

### Antzoriz VI
- Désignation : IS-115 Antzoriz VI (ADES).
- Description : Bien que l'entrée de la grotte soit dans la direction 230º, elle tourne immédiatement presque à 90º vers la droite. En forme de cylindre de 0,8 m de diamètre, le boyau s'élève et se remplit de plus en plus de sédiments. Après un passage étroit, une petite pièce est visible. Au-delà, elle reste inexplorée.
- Historique : Cataloguée et commencé à être exploré par les membres de l'ADES en 2018.

### Non répertoriées
- Santa Catalina II : ...
- Santa Catalina III : ...